# Mix & Genest
Mix & Genest fue fundada el 1 de octubre de 1879 por el empresario Wilhelm Mix y el ingeniero Werner Genest en Berlín-Schöneberg. La empresa fue inicialmente una sucursal de la ITT Corporation en 1879. Tuvo mucho éxito y se convirtió en uno de los pioneros en dispositivos de baja tensión. Entre los productos se encontraban dispositivos para telefonía y telegrafía. En 1904, la empresa ya contaba con 2300 empleados y filiales en Londres y Ámsterdam. En 1920, AEG compró la mayoría de las acciones. 
Mix & Genest fue adquirido por el ITT Corporation en 1930. El nombre Mix & Genest fue eliminado en 1958.